# Naqadeh (kommunhuvudort)
Naqadeh (persiska: نقده) är en kommunhuvudort i Iran.   Den ligger i provinsen Västazarbaijan, i den nordvästra delen av landet, 600 km väster om huvudstaden Teheran. Naqadeh ligger 1 325 meter över havet och antalet invånare är 73 528.
Terrängen runt Naqadeh är kuperad åt sydväst, men åt nordost är den platt.Runt Naqadeh är det ganska tätbefolkat, med 108 invånare per kvadratkilometer. Naqadeh är det största samhället i trakten. Trakten runt Naqadeh består till största delen av jordbruksmark.